# Meringopus genatus
Meringopus genatus är en stekelart som först beskrevs av H. Douglas Pratt 1945.  Meringopus genatus ingår i släktet Meringopus och familjen brokparasitsteklar. Inga underarter finns listade i Catalogue of Life.